# Amstrad CPC 6128
El Amstrad CPC 6128 fue un ordenador doméstico creado y comercializado por la empresa británica Amstrad Consumer Plc en 1985. Es el sucesor del Amstrad CPC 664, que solo duró 6 meses en el mercado.
Estos ordenadores se vendieron como un todo en uno. Al incorporar las unidades de disco, hubo que añadir un enchufe de 12 voltios al de 5 voltios (la fuente de alimentación está en el monitor), lo que causa que monitores diseñados para el uso con el Amstrad CPC 464 no puedan usarse con los Amstrad CPC 664/6128. Hay varios kits de ambos Amstrad y terceros (MHT ingenieros), que permiten el uso independiente del teclado, combinando un modulador de TV con una fuente de alimentación. Un  modelo posterior de Amstrad corrige el modulador y pone solo el cable de Euroconector.
A causa de esta configuración, hay gente que ha utilizado los monitores Amstrad CPC (simples de RGB sin altavoz interno) como monitor y al mismo tiempo, como fuente de alimentación de disqueteras externas.
Se hace líder del mercado francés a pesar de la presencia de los Thomson TO y MO. Es muy popular en España y alcanza buenas cantidades de ventas en Inglaterra y Alemania.Generalmente, deviene en «tercero en discordia» en el campo del videojuego europeo, donde todo juego con aspiraciones de éxito de ventas se comercializa en formato cinta para los Sinclair ZX Spectrum, Commodore 64 y la gama Amstrad CPC. La presencia de serie de la unidad de disco consigue en Europa lo que el Commodore 64 y la Familia Atari de 8 bits nunca consiguieronn: la popularización del disquete como soporte de versiones extendidas de los juegos, algo que extenderán a los juegos para los ZX Spectrum 128 +3 y los Amstrad PCW.
En España, es distribuida por Indescomp (que se convierte en Amstrad España tras su compra). Se hace con una buena tajada de las academias informáticas, al ser ideal para la enseñanza de BASIC, CP/M, WordStar y DBase II. Tras el bochornoso caso del Amstrad CPC 472, ya trae la «ñ» instalada de fábrica en el teclado. Además, se usa en empresas (en 1998, una empresa de piedra artificial de Colmenar Viejo todavía llevó su contabilidad con un Amstrad CPC 6128) gracias a los numerosos paquetes de soft vertical (contabilidad, IVA, facturación...) hasta ser desplazado por la migración de estos desarrolladores al nuevo mercado informático abierto por el Amstrad PC1512.
Las ROMS de los CPC permiten, configurando 3 puentes en la placa base, mostrar en el inicio mensajes de Copyright de 8 compañías diferentes (Amstrad, Orion, Schneider, Awa, Solavox, Saisho, Triumph e ISP). Además, estos solo se comercializaron por Awa (Australia) y Schneider (Alemania).

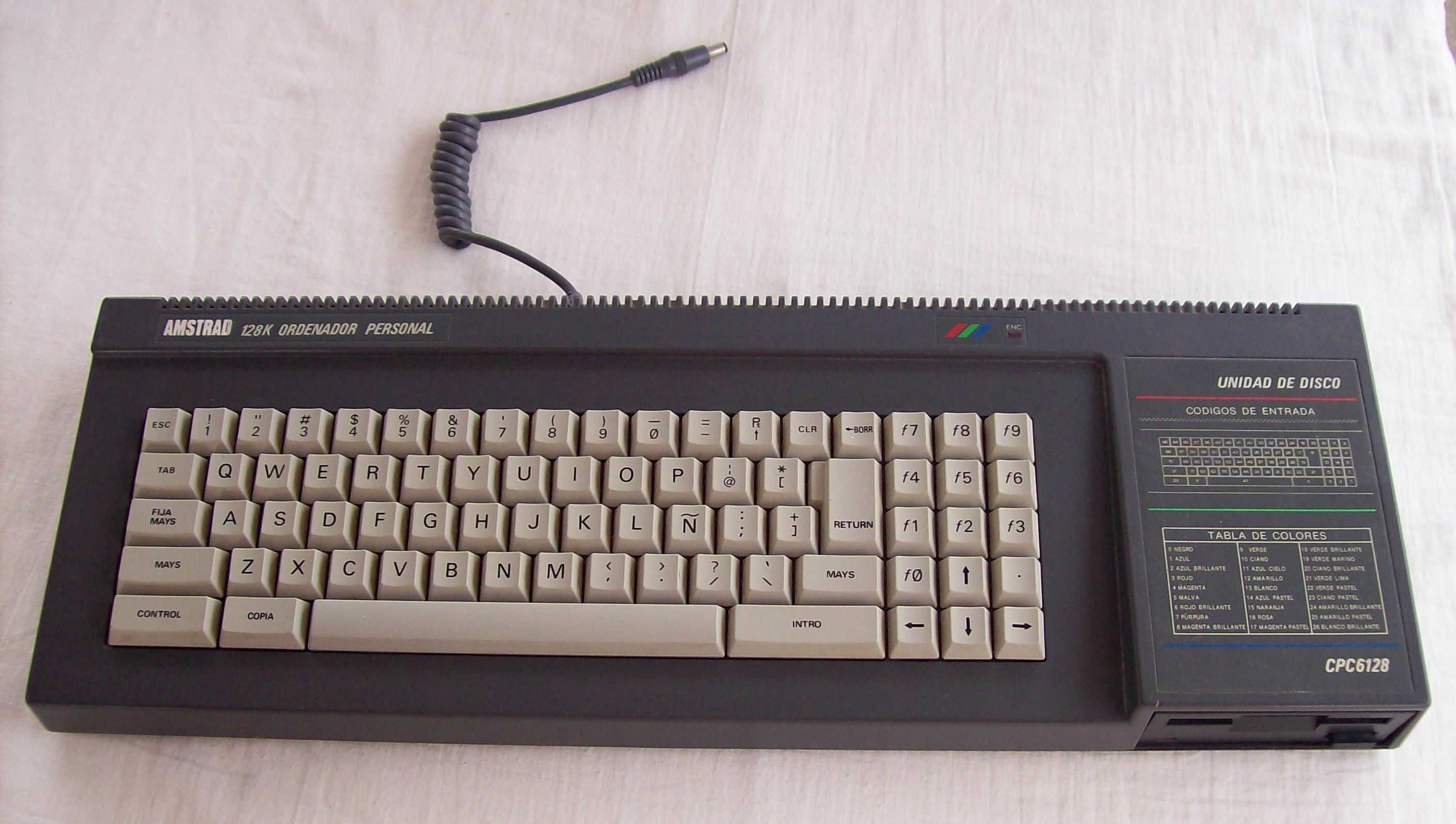
Unidad principal de Amstrad CPC 6128

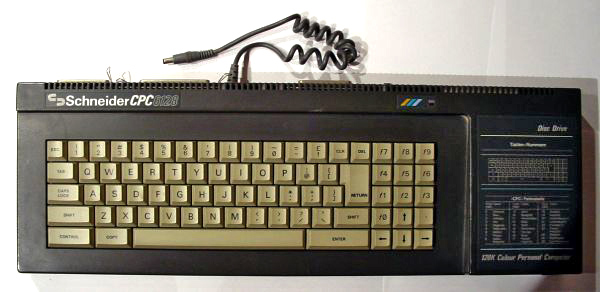
Unidad principal de Schneider CPC 6128.

En Alemania, Schneider se ve forzado a introducir modificaciones en los conectores desde que las placas de los Amstras CPC no superan las normas de interferencias de la FCC estadounidense, ni tampoco las normas alemanas más severas, así que debe colocar blindaje a la placa base y sustituir los conectores de borde de tarjeta por conectores tipo Delta-Centronics. De resto, los componentes son los mismos. Curiosamente, se venden dos modelos bajo marca Schneider, uno localizado en alemán con el teclado tipo QWERTZ y otro en inglés con teclado QWERTY. Además, Schneider España distribuye el Schneider CPC 6128 como teclado suelto y como conjunto completo en una campaña de Navidades/Rebajas con el teclado y manuales en español. Dado que Amstrad, tras de romperse el acuerdo con Schneider (provocado al lanzar su propia gama de compatibles PC) sigue vendiendoAmstrad  CPCs con su marca en Alemania, posiblemente se tratase de una liquidación a nivel europeo del stock de Schneider CPC.
La presencia del Amstrad CPC en los Estados Unidos es puramente testimonial, no pasando ni del primer anuncio ahora que solo los equipos Schneider CPC habrían superado la normas de la FCC, y cuando se intenta asaltar el mercado estadounidense, está en una ruptura definitiva de acuerdos con la compañía alemana.
Las aplicaciones profesionales como lenguajes de programación o programas de contabilidad se comercializan generalmente en discos. Aparte del cambio de formato, es impreciso realizar cualquier cambio a la biblioteca gigantesca de soft para CP/M, y la presencia de CP/M 3.0 (algo que solo el Commodore 128 distribuirá también masivamente) instalado de fábrica hace a varios paquetes modenizarse para aprovecharlos con estos equipos y todos los Amstrad PCW. Como norma, en caso de que el programa sea para CP/M, se comercializa con una frontal con la versión para CP/M 2.2 (Amstrad CPC 664 y Amstrad CPC 464 con unidad de disco externa) y la otra para CP/M 3.0 (6128 y PCW). Si el programa intenta sacar partido de lo mejor de cada plataforma, una frontal es en versión CP/M 3.0 y la otra es una versión nativa para PCW.
Este mercado es abordado por dos empresas en ascenso: Borland comercializa Turbo Pascal y Microsoft Microsoft COBOL y Microsoft MacroAssambler. Amstrad además, prosigue con la política de sustituir a quienes no osan hacer su propia distribución, y comercializa bajo el sello Amsoft junto con juegos para el Amstard CPC 6128, paquetes como el Hisoft Pascal.

## Detalles Técnicos

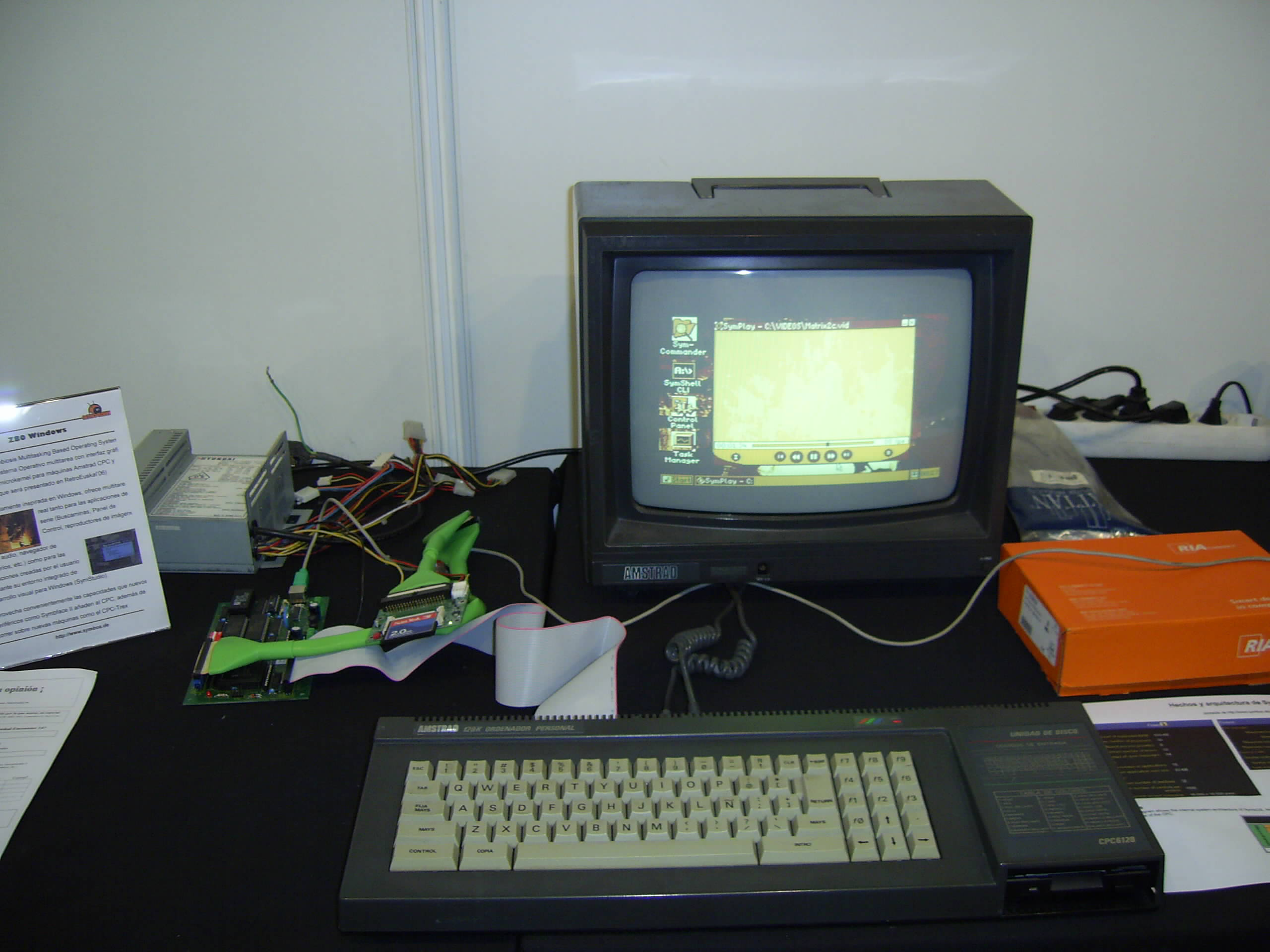
Amstrad CPC 6128 con una SYMBiFACE II y adaptador CompactaFlash-IDE, ejecutando el reproductor de vídeo de SymbOS

- CPU: Zilog Z80A a 4 MHz, dando un rendimiento efectivo de un Zilog Z80 a 3,3 megahercios
  - Todos los modelos se basaron en un Zilog Z80 a 4 megahercios. Sin embargo, a causa de estar la memoria RAM compartida con el circuito de vídeo, el Z80 solo puede hacer un acceso a memoria cada cuatro ciclos, lo que produce el efecto de redondear la longitud del ciclo de instrucciones al siguiente múltiplo de cuatro, así que la velocidad es equivalente a la de un Zilog Z80 a 3,3 megahercios en lugar de a 4. Obsérvate que el rendimiento en términos de procesador, de un Amstard CPC es inferior al de un ZX. Spectrum que tiene un Zilog Z80 a 3,5 megahercios por esta causa
- ROM: 48 KB, 16 KB para el Amstrad BASIC 1.1, 16 kilobytes para la BIOS y 16 de ellos para el BIOS de disco.
- RAM: 128 KB ampliables a 512 KB.
- Custom Chip Amstrad Gate-Array 40010, que realiza las siguientes funciones:
  - Conmutación de bancos ROM
  - Conmutación de bancos RAM
  - Reinicialización del contador de interrupciones
  - Selección del modo de pantalla
  - Gestión de la paleta de 27 colores
  - Control del vídeo mediante un controlador de gráficos Motorola 6845. Tenía en total 3 modos:
    - MODE 0: gráficos de 160x200 píxeles, texto de 20x25 caracteres en 16 colores
    - MODE 1: gráficos de 320x200 píxeles, texto de 40x25 caracteres en 4 colores
    - MODE 2: gráficos de 640x200 píxeles, texto de 80x25 caracteres en 2 colores
- Sonido: Chip de sonido General Instrument AY-3-8910 con 3 canales de 8 octavas de sonido más uno de ruido blanco.
- Carcasa: Caja rectangular (510x173x45 milímetros) en plástico gris oscuro. Conector de joystick, conector DIN de interfaz de casete externa y jack estéreo de sonido en el lateral izquierdo. Trasera recta con el borde superior con rejilla de ventilación a todo lo largo. Puerto paralelo, bus de ampliación y segunda unidad de floppy en borde de tarjeta (los modelos de Schneider con conectores Centronics Delta). Conectores de alimentación (12V y 5V) y monitor DIN 6. Rueda de volumen del altavoz interno e interruptor eléctrico del ordenador. Incorpora la disquetera de 3 pulgadas en el lateral derecho. Sobre ella, viene una placa metálica serigrafiada en el idioma local con los códigos del teclado y la tabla de colores.
- Teclado QWERTY/AZERTY/QWERTZ de 65 teclas en color gris: 59 alfanuméricas + 15 teclas del keypad numérico y teclas para el cursor. Incluye todas las teclas estándar: Escape, Tab, Caps Lock, Control y par de botones Shift. Insertar y Delete, Teclas Return e Intro (aunque ambas actúan como retorno de carro del editor, su funcionalidad es diferente). Tecla COPY. En el teclado numérico, 10 teclas de función F0 a F9 utilizables como teclado numérico o programables + tecla de punto decimal + 4 teclas del cursor en T invertida. La funcionalidad de COPY es la misma que la de esta tecla en los BBC Micro y Acorn Electron: situar el cursor sobre un texto e ir copiando todo el contenido.
- Soporte:

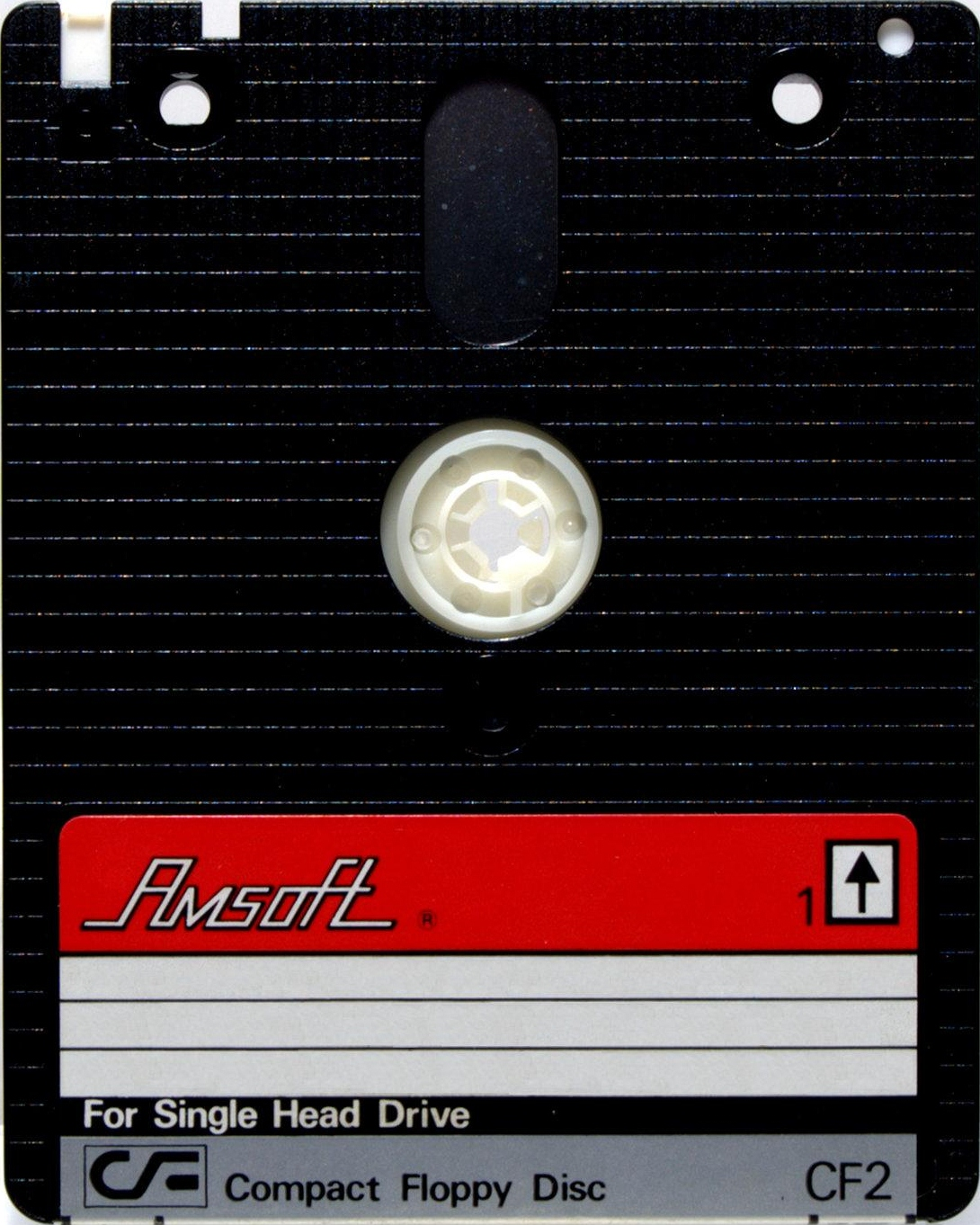
Disco de 3" utilizado en el Amstrad CPC 6128

- - Unidad de casete opcional a 300 o 1200 baudios
  - Unidad de disquete interna de 3 pulgadas y frontal sencilla. Mediante desarrollos de terceros, unidades de 5,25 y 3,5 de densidad doble.
- Sistema operativo: CP/M 3.0.
  - Ampliaciones ROM mediante ROMDisk opcional
- Entrada/Salida:
  - Ranura estéreoade sonido (auriculares/altavoces externos)
  - Conector DIN 6 de interfaces de casete
  - Conector DE-9 de joystick, que permite mediante un cable especial o un joystick con un enchufe incorporado (como el oficial) el uso de dos mandos. Aunque se usan mayoritariamente mandos de Atari, el Joystick CPC de Amstrad tiene soporte para dos botones de fuego y el uso de ratones
  - Conector de borde de tarjeta de puerto paralelo de impresora de 7 bits
  - Conector de borde de tarjeta del bus de ampliación
  - Cable de salida para la alimentación de 12 voltios (de corriente directa), suministrados por el monitor
  - Conector de alimentación de 5 voltios (de corriente directa), suministrados por el monitor
  - Conector DIN-6 de monitores RGB
  - Conector de borde de tarjeta de la segunda unidad de discos
- Monitor en color o fósforo verde (según el modelo). Tiene la particularidad de incorporar la alimentación del ordenador.

Además de revisiones menores, existe una revisión mayor de la placa madre denominada cost-down que se comienza a comercializar en 1988 con menos chips y una placa menor. Así, se integra  las funciones del Motorola 6845, la Gate Array 40010 y el chip PAL en un chip ASIC, encargado de manejar los bancos de memoria.

## Ampliaciones
Amstrad comercializa inicialmente una impresora de 7 bits que desaparece rápidamente del mercado, una interfaz RS-232, joystick con compuerta posterior, los cables de impresora y el casete externa (el mismo usado por los Dragon 32), una segunda unidad de disco y un lápiz óptico conectable a la interfaz del joystick. Aunque en su diseño establece la posibilidad del soft en ROM, nunca comercializa un accesorio para poder alojarlas, aunque son numerosos los de terceros. Aunque certifica unidades de 5,25 como compatibles CPC, tampoco las comercializa, así como ocurre con las ampliaciones de memoria. En este último campo, la compañía inglesa Dk'tronics con sus productos deviene en estándar de facto para las ampliaciones de memoria, al ser la más vendida. Una lista incompleta de periféricos:
- Dk'tronics Silicon Disc
- Dk'tronics 256K Memory
- Romantic Robot Multiface II
- AMX Mouse
- Robot Fischertechnik
- Vortek 512K

## Actualidad
En la actualidad, el Amstrad CPC 6128 ha vivido un resurgimiento y son muchos los que, movidos por la nostalgia o el coleccionismo, han readquirido uno de ellos en páginas de artículos de segunda mano. También se han visto, adaptaciones, promovidas por usuarios técnicos experimentados, como la adaptación de la disquetera de 3,5 pulgadas o incluso unidades USB para la lectura de pendrives.